# Jan Evangelista Purkyně

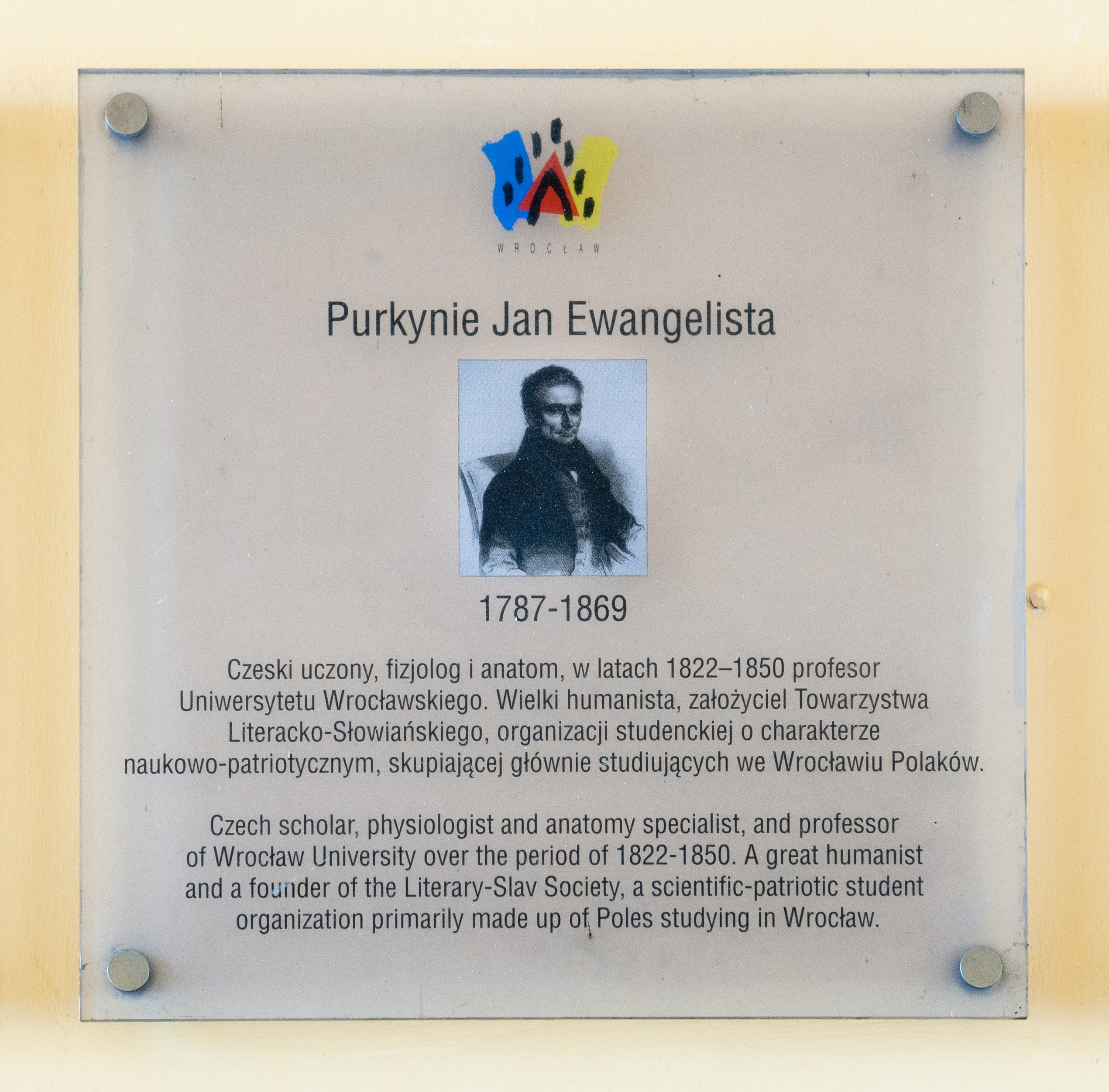
Tablica pamiątkowa we Wrocławiu

Jan Evangelista Purkyně (wymowaⓘ [ˈjan ˈɛvaŋɡɛlɪsta ˈpurkɪɲɛ]) (w piśmiennictwie spotykana też pisownia Johannes Evangelists Purkinje; ur. 17 grudnia 1787 w Libochovicach, zm. 28 lipca 1869 w Pradze) – czeski anatom i fizjolog, pionier w dziedzinie eksperymentalnej fizjologii i histologii.

## Życiorys
W 1819 ukończył medycynę na uniwersytecie w Pradze. Był tam prosektorem, a po napisaniu doktoratu otrzymał posadę profesora fizjologii. Podczas pracy na praskim uniwersytecie odkrył zjawisko nazwane zjawiskiem Purkyniego, polegające na złudzeniach w percepcji barw przy słabym oświetleniu.
Posadę profesora fizjologii na Uniwersytecie Wrocławskim dostał w 1823 r. z poparciem Goethego, gdyż ze względu na czeskie pochodzenie był tam niechętnie widziany. Swoje najbardziej twórcze lata (1823–1850) spędził we Wrocławiu, tworząc silny i prężny ośrodek naukowy. W 1839 stworzył we Wrocławiu pierwszy w świecie uniwersytecki instytut fizjologiczny, a w 1842, tamże – pierwsze oficjalne laboratorium fizjologiczne.
Purkyně miał duży talent organizacyjny i umiejętność pozyskiwania pomocy finansowej na badania. Dzięki temu jego placówka wyposażona była w bardzo nowoczesne na ówczesne czasy mikroskopy, pozwalające na analizę struktur komórkowych. Zasadniczym wkładem Purkyniego w światową naukę w obszarze morfologii jest sprostowanie szeregu błędnych poglądów twórców koncepcji budowy komórkowej organizmów żywych, za jakich są uważani niemieccy przyrodnicy Matthias J. Schleiden (1804–1881) oraz Theodor Schwann (1810–1882). Schwann i Schleiden, publikując swoją koncepcje w 1832 r., sądzili, że cytoplazma komórek kształtuje się („krystalizuje się”) z bezpostaciowej blastemy (zarodzi) w uporządkowane porcje „pozamykane” w małych komórkach. Purkyně i jego uczniowie, poprzez szczegółowe badania mikroskopowe tkanek i komórek, przedstawili dowody, które stały się podstawą obalenia tego poglądu. Dokonania naukowe Purkyniego w istotny sposób uporządkowały wiedzę o strukturze komórek i różnych tkanek. Według zgodnej opinii wielu współczesnych autorytetów, Instytut Fizjologii we Wrocławiu kierowany przez Purkyniego stał się „kolebką histologii”.
J.E. Purkyně znany jest najlepiej z odkrycia w 1837 odmiany dużych komórek nerwowych (neuronów) w korze móżdżku, nazwanych potem komórkami Purkyniego oraz w 1839 – włókien Purkyniego w komorach serca, stanowiących część układu bodźco-przewodzącego. Purkyně jest też autorem grecko-łacińskiego pojęcia plazma (osocze) krwi oraz protoplazma komórek. W 1825 opisał zjawisko Purkyniego.
W jego zakładzie ulepszono mikrotom do cięcia tkanek w celu przygotowania preparatów mikroskopowych, który zaczęto używać do obserwacji histologicznych. Wprowadził szereg nowych technik histologicznych, m.in. zatapianie preparatów w balsamie kanadyjskim, do dziś używanym we wszystkich pracowniach histologicznych. Był także jednym z pierwszych użytkowników mikroskopu zespolonego. W 1829 badał i opisał wpływ kamfory, opium, atropiny i terpentyny na człowieka; w 1833 odkrył gruczoły potowe, wreszcie zaproponował zastosowanie badania odcisków palców do identyfikacji ludzi.
Purkyně, oprócz dokonań na polu medycyny, był wybitnym lingwistą, założycielem Towarzystwa Literacko-Słowiańskiego we Wrocławiu, znawcą m.in. języka łużyckiego. Był także jednym z przedstawicieli czeskiego odrodzenia narodowego. Późniejsza jego działalność w Pradze, dokąd przeprowadził się w 1850, miała głównie charakter polityczny. Z jego inicjatywy Macierz Czeska w 1853 rozpoczęła wydawanie czasopisma popularnonaukowego „Živa”, którego został redaktorem naczelnym.
Pochowano go w Pradze na Wyszehradzie.

## Upamiętnienie
Imię J.E. Purkyniego nosi dziś czeska Wojskowa Akademia Medyczna w Hradcu Králové, uniwersytet w Ústí nad Labem, jedna z ulic w centrum Wrocławia, a także planetoida (3701) Purkyně.
Jego nazwiskiem określa się włókna Purkiniego w komorach serca, komórki Purkiniego w mózgu oraz zjawisko Purkiniego.

## Prace
- Beiträge zur Kenntnis des Sehens in subjectiver Hinsicht. Praga 1818
- Beobachtungen und Versuche zur Psychologie der Sinne. 1823-26
- Symbolae ad ovi avium historiam ante incubationem. Breslau 1829
- Mikroskopisch-neurologische Beobachtungen. Arch Anat Physiol Wiss Med 12 (1845) 281
- Opera selecta. Praga 1848
- Gesammelte Schriften. Lipsk 1879
- Opera omnia. 12 Bd., Praga 1919–1973